# Marathon van Wenen 1999
De marathon van Wenen 1999 vond plaats op zondag 30 mei 1999 in Wenen. Het was de zestiende editie van deze wedstrijd.
Bij de mannen won Andrew Eyapan  uit Kenia in 2:11.41. Hij had een grote voorsprong op zijn Ethiopische achtervolger Moges Taye, die in 2:15.19 over de finish kwam. De wedstrijd bij de vrouwen werd beslist door de Roemeense Florina Pana in 2:34.26.
In totaal finishten er 6112 hardlopers, waarvan 5504 mannen en 608 vrouwen.

## Uitslagen

### Mannen
| rang   | naam             | land | tijd    |
| ------ | ---------------- | ---- | ------- |
| Goud   | Andrew Eyapan    | KEN  | 2:11.41 |
| Zilver | Moges Taye       | ETH  | 2:15.19 |
| Brons  | Timothy Moni     | KEN  | 2:16.19 |
| 4      | Leonid Shvetsov  | RUS  | 2:17.03 |
| 5      | Miroslaw Plawgo  | POL  | 2:18.10 |
| 6      | Frederick Chumba | KEN  | 2:19.11 |
| 7      | Charles Omwoyo   | KEN  | 2:19.50 |
| 8      | Migidio Bourifa  | ITA  | 2:19.55 |
| 9      | Ville Hautala    | FIN  | 2:20.47 |
| 10     | Gewey Suja       | TAN  | 2:21.29 |
| 11     | Max Wenisch      | AUT  | 2:25.03 |
| 12     | Nelson Chirchir  | KEN  | 2:25.43 |
| 13     | Erich Kokaly     | AUT  | 2:27.30 |

### Vrouwen
| rang   | naam                | land | tijd    |
| ------ | ------------------- | ---- | ------- |
| Goud   | Florina Pana        | ROU  | 2:34.26 |
| Zilver | Jackline Cherotich  | KEN  | 2:34.52 |
| Brons  | Gadisse Edato       | ETH  | 2:35.53 |
| 4      | Aurica Buia         | ROU  | 2:36.29 |
| 5      | Elizabeth Mongudhi  | NAM  | 2:38.02 |
| 6      | Dagmar Rabensteiner | AUT  | 2:49.33 |
| 16     | Daniela Bidmon      | AUT  | 3:13.28 |

1984 ·
1985 ·
1986 ·
1987 ·
1988 ·
1989 ·
1990 ·
1991 ·
1992 ·
1993 ·
1994 ·
1995 ·
1996 ·
1997 ·
1998 ·
1999 ·
2000 ·
2001 ·
2002 ·
2003 ·
2004 ·
2005 ·
2006 ·
2007 ·
2008 ·
2009 ·
2010 ·
2011 · 
2012 ·
2013 ·
2014 ·
2015 ·
2016 ·
2017 ·
2018 ·
2019 ·
2020 ·
2021 ·
2022 ·
2023 ·
2024